# Crenicichla vittata
Crenicichla vittata är en fiskart som beskrevs av Heckel, 1840. Crenicichla vittata ingår i släktet Crenicichla och familjen Cichlidae. Inga underarter finns listade i Catalogue of Life.